# Джебель-Бу-Хедма (біосферний заповідник)
Джебель-Бу-Хедма (англ. Djebel Bou-Hedma), або Бухедма (англ. Bouhedma) — біосферний резерват і національний парк в Тунісі.

## Фізико-географічна характеристика
Національний парк розташований в 85 км на схід від Гафси, в 100 км від Макнессі. Середземне море знаходиться в 45 км на схід від резервату. Парк розташований в південно-східній частині Сахарського Атласу і являє собою субтропічний степ. Висота над рівнем моря коливається від 90 до 840 метрів.
У базі даних всесвітньої мережі біосферних резерватів зазначені наступні координати заповідника: 34°24′ пн. ш. 09°23′ сх. д. / 34.400° пн. ш. 9.383° сх. д. — 34°32′ пн. ш. 09°41′ сх. д. / 34.533° пн. ш. 9.683° сх. д.. Згідно з концепцією зонування резерватів загальна площа території, яка становить 169,88 км² (при площі національного парку 164,88 км²), розділена на три основні зони: ядро — 88,14 км², буферна зона — 42,74 км² і зона співпраці — 39,0 км²

## Флора і фауна
Хоча рослинний світ Бухедми в цілому є типовим для Тунісу і являє собою середземноморський біом з напівпосушливими лісами і степами, він знаменитий реліктової саваною, якої більше в Тунісі не залишилося.
На території резервату виростають 485 видів рослин. Рослинний світ представлений саваною з Acacia raddiana, Cenchrus ciliaris, Digitaria nodosa, Aristida plumosa, Aristida obtusa, Artemisia herba alba, степами Rhanterium suaveolens, Arthrophytum scoparium, Gymnocarpus decander і Stipa tenacissima.
Рідкісні види тварин: Addax nasomaculatus, Struthio camelus australis і Gazella dama mhorr

## Взаємодія з людиною
У 1977 році був утворений біосферний резерват, а в 1980 році значна його територія стала національним парком. У 1995 році резерват став частиною мережі ROSELT, яка займається моніторингом регіону Сахари і Сахеля.З 2001 року частина території знаходиться в списку особливо важливих місць міжнародної організації з захисту птахів. На території резервату заснований екологічний музей.
За даними 1999 року на території резервату проживало близько 1400 чоловік. Основні проблеми, з якими зіткнувся резерват, є опустелювання і ерозія ґрунтів. Саме в цьому напрямку ведуться основні дослідження, які зокрема пов'язані з відновленням природного чагарнику, зокрема Acacia raddiana.
На території парку зустрічаються сліди перебування доісторичних людей, періоду неоліту. У більш сучасних будівлях, датованими кінцем XIX століття які є притулком для караванів, розташовується адміністрація резервату.